# Delphinium dissectum
Delphinium dissectum är en ranunkelväxtart som beskrevs av Ernst Huth. Delphinium dissectum ingår i släktet storriddarsporrar, och familjen ranunkelväxter. Inga underarter finns listade i Catalogue of Life.